# Fatherfucker
Fatherfucker – trzeci album kanadyjskiej piosenkarki Peaches, wydany w 2003.

## Lista utworów
1. "I Don't Give a ..." – 1:22
2. "I'm the Kinda" – 3:31
3. "I U She" – 2:45
4. "Kick It" (featuring Iggy Pop) – 2:31
5. "Operate" – 3:29
6. "Tombstone, Baby" – 3:08
7. "Shake Yer Dix (featuring Mignon)" – 3:34
8. "Rock 'N' Roll (wykonywane przez Feedom: Gonzales, Taylor Savvy, i Peaches)" – 4:12
9. "Stuff Me Up (featuring Taylor Savvy)" – 3:13
10. "Back It Up, Boys" – 3:59
11. "The Inch" – 3:21
12. "Bag It" – 3:05